# Нагумо, Тюити
Тюити Нагумо (яп. 南雲 忠一 Нагумо Тю:ити, 25 марта 1887, Ямагата, Японская империя — 6 июля 1944, Сайпан, Южный Тихоокеанский мандат) — японский военный деятель. В 1941—1942 годах, во время бомбардировки Дарвина, атаки на Пёрл-Харбор, рейда в Индийский океан командовал 1-м авианосным флотом Императорского флота Японии. Потерпел поражение под Мидуэем, после чего командовал гарнизоном защитников Сайпана, а проиграв сражение за Сайпан, покончил с собой. Посмертно произведён в полные адмиралы.

## Биография

### Ранние годы
Нагумо родился в городе Ёнэдзава, префектура Ямагата на севере Японии в 1887 году. Он окончил 36-й класс Японской Императорской военно-морской Академии в 1908 году, восьмым из 191 курсанта. Он служил мичманом на крейсерах «Сойя» (бывший русский «Варяг»), «Ниссин», «Ниитака». После получения звания прапорщик в 1910 году он был назначен на броненосный крейсер «Асама».
После обучения в торпедной школе и школе морской артиллерии получил звание младшего лейтенанта и служил на линкоре «Аки», а затем на эсминце «Хацуки». В 1914 году он получил звание лейтенанта и был назначен на линейный крейсер «Кирисима», после гибели японского эсминца «Суги». 15 декабря 1917 года Тюити был назначен на японский эсминец «Кисараги».
Нагумо окончил Военно-морской колледж и был произведен в капитан-лейтенанта в 1920 году. Он специализировался на миноносцах и торпедной стратегии. С 1920 по 1921 год он был капитаном эскадренного миноносца «Моми», но вскоре назначен в береговые службы с различными заданиями Генштаба Императорского флота Японии. С 1925 по 1926 год, Нагумо обучался в японской миссии по изучению военно-морской стратегии, тактики и техники в Европе и Соединённых Штатах.
После своего возвращения в Японию Нагумо служил в качестве инструктора в Императорской японской Военно-морской академии с 1927 по 1929 год. Нагумо был повышен до ранга Капитан в ноябре 1929 года и принял на себя командование лёгким крейсером «Нака» и с 1930 по 1931 год командующий 11-й эскадрой миноносцев. После службы на административных должностях с 1931 по 1933 год он принял на себя командование тяжелым крейсером «Такао» с 1933 по 1934 год, и линкором «Ямасиро» с 1934 по 1935 год. Он был назначен контр-адмиралом 1 ноября 1935 года.
В качестве контр-адмирала Нагумо командовал 8 крейсерской эскадрой сопровождения Императорского флота Японии при передвижении в Китае в районе Жёлтого моря. Являясь одним из ведущих участников милитаристской Флотской фракции, он также получил поддержку политических сил.
С 1937 по 1938 год он был комендантом торпедной школы, а с 1938—1939 года он стал командиром 3-й крейсерской эскадры. Нагумо был произведён в вице-адмирала 15 ноября 1939 года. С ноября 1940 года до апреля 1941 года Нагумо был комендантом в Военно-морском колледже.

### Вторая мировая война
10 апреля 1941 года Нагумо был назначен главнокомандующим 1-м авианосным флотом Императорского флота Японии, основной Авианосной ударной группой, в основном благодаря его старшинству.
К этому времени он был явно в возрасте, физически и психологически. Он страдал от артрита, возможно, из-за увлечения фехтованием кэндо в юности.
Один из двух сыновей Нагумо описывал его задумчивым отцом, вечно одержимым (и впоследствии разочаровавшимся) в попытках направить сыновей по своим стопам на службу в военно-морские силы. В то же время младшие офицеры Нагумо видели в нём в точности ту фигуру отца, которую упускали в нём его сыновья.

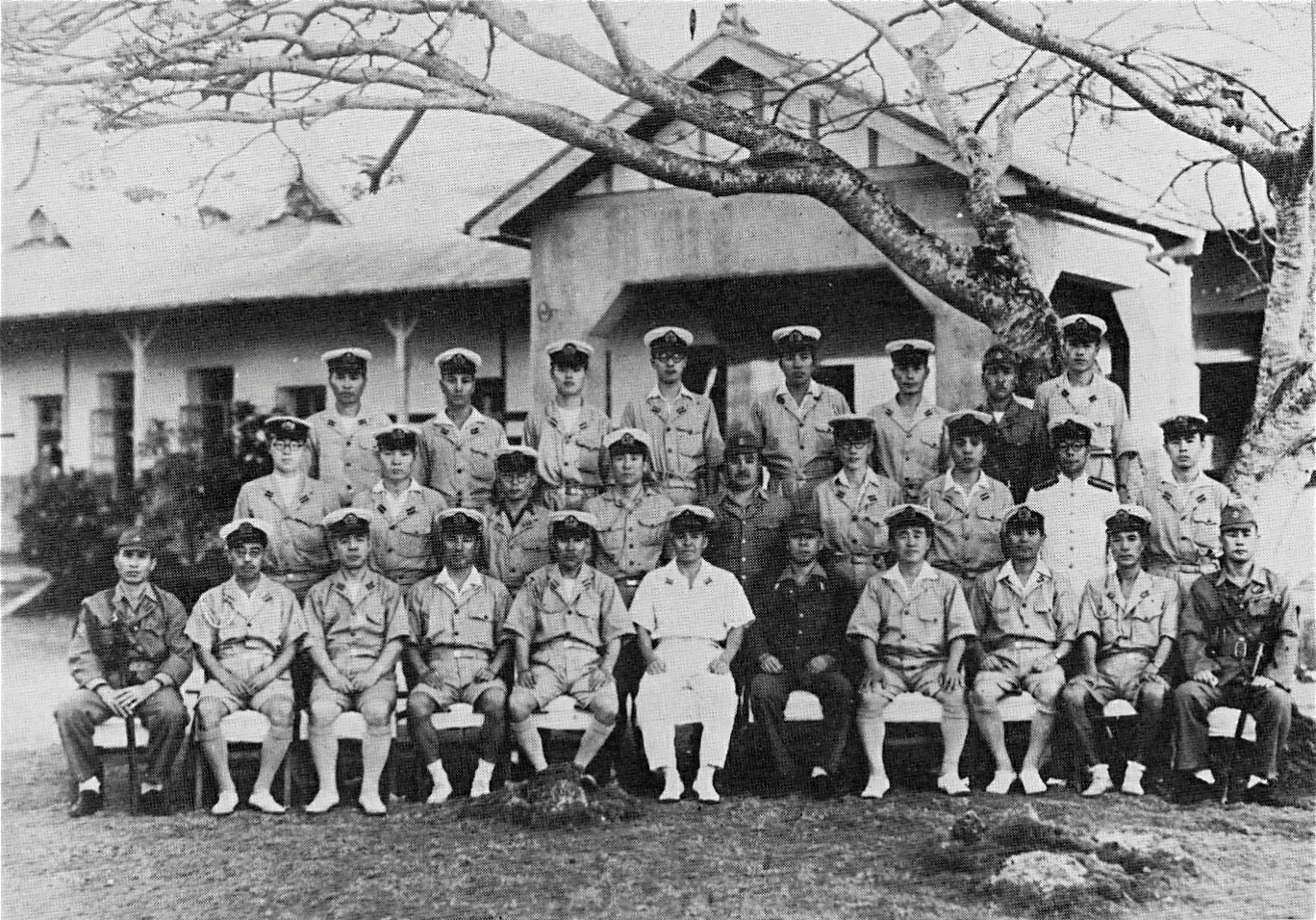
Последняя фотография Нагумо (в центре), Сайпан, 1944

6 июля 1944 года, Нагумо оказавшись не в силах оборонять позиции и не желая попасть в плен, застрелился, пустив из своего пистолета пулю в висок. Предполагалось что разгромленные командиры будут совершать харакири, но возможно у Нагумо не было времени на проведение такого ритуала. Его тело было обнаружено американскими морскими пехотинцами в отдалённой пещере, куда он был вынужден перевести свой штаб из-за массированных обстрелов противника. Нагумо был посмертно произведён в звание адмирала и нагрждён орденом Золотого коршуна.